# Pleurocera parva
Pleurocera parva är en snäckart som först beskrevs av I. Lea 1862.  Pleurocera parva ingår i släktet Pleurocera och familjen Pleuroceridae. Inga underarter finns listade i Catalogue of Life.